# Кючуккьой (дем Гюмюрджина)
 Тази статия е за селото в дем Гюмюрджина.  За селото в дем Драма вижте Кючуккьой (дем Драма).  
Кючуккьой (на гръцки: Κόσμιο, Козмио) е село в Западна Тракия, Гърция. Селото е част от дем Гюмюрджина.

## География
Селото е разположено на 4 километра южно от Гюмюрджина.

## История
В 19 век Кючуккьой е село в Гюмюрджинска кааза на Одринския вилает на Османската империя. Според статистиката на професор Любомир Милетич в 1912 година в селото живеят 150 български екзархийски семейства и 50 гръцки.

## Личности
Родени в Кючуккьой
- Иван Петров Георгиев – Коста (1916 – 1944), български партизанин[2]